# ثقب أبيض

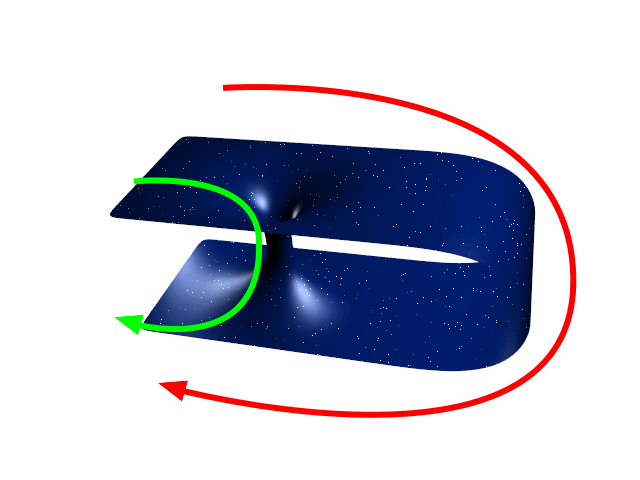
الثقب:
الأخضر: الطريق القصير عبر الثقب.
الأحمر: الطريق الطويل عبر الفضاء

الثقب الأبيض في الفيزياء الفلكية عكس الثقب الأسود فحيث أن الثقب الأسود يجذب الأجسام فالثقب الأبيض يدفع الأجسام بعيدًا، وهناك نظرية أن الثقب الأبيض بمثابة مخرج للأجسام التي تدخل في الثقوب السوداء، يقال أن الثقب الأبيض ينقل المواد فوريًا (أي أنه يختفي الجسم من مكان ويظهر في مكان أخر في نفس اللحظة)، ويدل ذلك أن الثقوب البيضاء مرتبطة بواسطة الزمكان بالثقوب السوداء.

## مفهوم الثقب الأبيض
تعبير الثقب الأبيض هو في الحقيقة تعبير حرفي جداً، حيث أن المفهوم الصحيح للثقب الأبيض هو الثقب المضاد للثقب أسود، والثقب السوداء هو ذلك المكان حيث إنه يمكن للمادة أن تفقد من الكون، والثقب الأبيض هو مكان حيث نخرج المادة إلى الكون، حيث يشبه كثيرًا اللانهائية الموجودة عند الانفجار الكبير (الانفجار العظيم)، وبذلك نستطيع تعريف الثقب الأبيض بأنه نقيض الثقب الأسود، ففي الثقب الأسود سوف تختفي المادة تماماً وتفقد خصائصها داخل مركز الثقب الأسود ومن ثم تخرج وبشكل آخر إلى كون آخر من خلال ما نسميه بالثقب الأبيض.
ويتواجد الثقب الأبيض عندما يتواجد تركيز كبير من المادة في منطقة واحدة، تتسبب في تسريع الزمن. ودليل ذلك، الساعتان الذريتان الموجودتان في كل من إنجلترا وكولورادو، فالساعة التي في إنجلترا موجودة على مستوى سطح البحر بينما الساعة التي في كولورادو موجودة على ارتفاع 5,000 قدم فوق سطح البحر.
وبسبب اختلاف تركيز المادة في المستويين فإن الساعة الثانية تتقدم في الزمن بفارق 5 مايكرون من الثانية في السنة عن الساعة الأولى.
ومن الناحية النظرية، إذا كنت تعيش على الشمس فإن الوقت سوف يمر عليك أبطأ مما هو عليه على الأرض، وإذا كان هناك ثقب أبيض وكبير بدرجة كافية، فإن ملايين السنوات بل حتى البلايين من السنين يمكن أن تمر على من هم خارج الثقب بينما داخله تمر كأيام قليلة فقط.
وعند الحديث عن الثقوب البيضاء والثقوب السوداء فإنه من المهم جداً استيعاب فكرة اندماج الزمان والمكان حيث أننا نتعامل مع الكون باستخدام أربعة أبعاد هما الثلاث المعروفين: الطول، والعرض، والارتفاع، إضافة إلى بعد الزمن وكذلك تطبيق فكرة أن الفضاء ينحني حول وبجوار الكتل الكبيرة من المادة، ونتيجة هذا التحدب: هو انحراف في الضوء الذي يمر على حافة أي جرم فضائي، وقد تم التحقق من تلك النظرية وقياس ذلك خلال عملية الكسوف الكلي للشمس.
وبما أن ظهور الثقوب البيضاء تعتمد على قوة تركيز المادة، فكيف نفسر وجود ثقب أسود بدون كتلة وينبثق منه ثقب أبيض، من الناحية الرياضية هذا النوع هو أسهل أنواع الثقوب السوداء، وهو عندما يبدأ قلب الحدث (أي اللانهائية في الجاذبية والكتلة) خلال الثقب فإنه سوف يحتجز نفسه، ولذا فإن الجزء الصعب قد بدء وهو اللانهائية، والطريقة الوحيدة لبدء اللانهائية في الكون الحقيقي أن تبدأ معها عندما تتكون هناك في قلب الحدث، وبطريقة ما يجب على الكون أن يتشكل بفعل تلك اللانهائية الجاهزة، أي أنها سوف تخرج من تلك المنطقة بشكل جديد وفي مكان جديد مكونة معها ما نسميه بالثقب الأبيض.